# Colius
Colius je rod ptica iz porodice mišjakinja.
Pripadaju mu sljedeće vrste:
- Smeđa mišjakinja, Colius striatus
- Riđoleđa mišjakinja, Colius castanotus
- Bjeloglava mišjakinja, Colius leucocephalus
- Sivoglava mišjakinja, Colius colius .

Fosilna vrsta, Colius hendeyi opisana je prema fosilima iz ranog pliocena nađenima u Langebaanwegu u Južnoj Africi.
Neki miocenski taksoni iz Francuske prije su bili pripisani rodu Colius, ali od svih tih vrsta jedino je moguće da vrsta iz srednjeg miocena, "Colius" palustris pripada ovdje, ali češće se odvaja u rod Necrornis. 
"Colius" archiaci, "C." consobrinus i "C." paludicola s druge strane su 3 taksona opisana iz djelomičnih ostataka nađenih na lokaciji Saint-Gérand-le-Puy. Njihova taksonomska prošlost je dosta složena, bili su u početku opisani kao djetlići i različito spojeni i razdvojeni. Danas se vjeruje da postoji mogućnost da sve vrste pripadaju modernom rodu Urocolius, ili barem dvije u prapovijesni ptičji rod Limnatornis.

## Vanjske poveznice
|  | Zajednički poslužitelj ima još gradiva o temi Colius |
|  | Wikivrste imaju podatke o taksonu Colius             |